# Confine tra Iran e Iraq
Il confine tra l'Iran e l'Iraq ha una lunghezza di 1599 km e parte dalla triplice frontiera con la Turchia a nord fino al corso del fiume Shatt al-Arab (noto come Arvand Rud in Iran) verso il Golfo Persico a sud. Sebbene il confine sia stato determinato per la prima volta nel 1639, alcune controversie riguardano in particolare la navigazione sullo Shatt al-Arab.

## Descrizione
Il confine inizia a nord alla triplice frontiera turca (a 37° 08 '44 "N e 44° 47' 05" E). Procede quindi verso sud, con una serie di linee irregolari attraverso i monti Zagros, proseguendo ampiamente a sud-est, salvo per brevi tratti dove percorre alcuni fiumi (come lo Zab come Saghir e il fiume Diyala) con una sporgenza di territorio iracheno a est di Sulaymaniyah nel distretto di Penjwen. A est di Al Amarah cessano le linee irregolari e il confine continua verso sud attraverso quattro sezioni in linea retta attraverso varie paludi fino al fiume Nahr al-Khayin. Il confine segue questo fiume brevemente fino allo Shatt al-Arab, il cui talweg prosegue fino al Golfo Persico alla foce dello Shatt al-Arab a 29°51′16″N 48°44′45″E (WGS84).

## Storia

### Epoca ottomana (1500-1920)
L'Impero ottomano aveva conquistato gran parte di ciò che oggi è l'Iraq dalla Persia safavide nella guerra ottomano-safavide del 1532-1555. La guerra si concluse con la pace di Amasya, con la quale fu confermato il dominio ottomano sulla Mesopotamia.  Il controllo ottomano della Mesopotamia fu confermato in seguito alla guerra ottomano-safavide (1623–1639), che si concluse con il trattato di Zuhab.
Il trattato di Zuhab stabiliva che il confine tra i due imperi si sarebbe tracciato tra i monti Zagros e il fiume Tigri, sebbene a quel tempo non si fosse delineata una linea precisa.
Durante la guerra ottomana-Hotaki (1722-1727) gli ottomani invasero l'Iran in alleanza con la Russia, conquistando ampie parti dell'Iran nord-occidentale attraverso il trattato di Hamedan. Seguì un'altra guerra che si concluse con il trattato di Kerden nel 1746, che restaurò le province occidentali dell'Iran e riaffermò il confine di Zuhab del 1639.

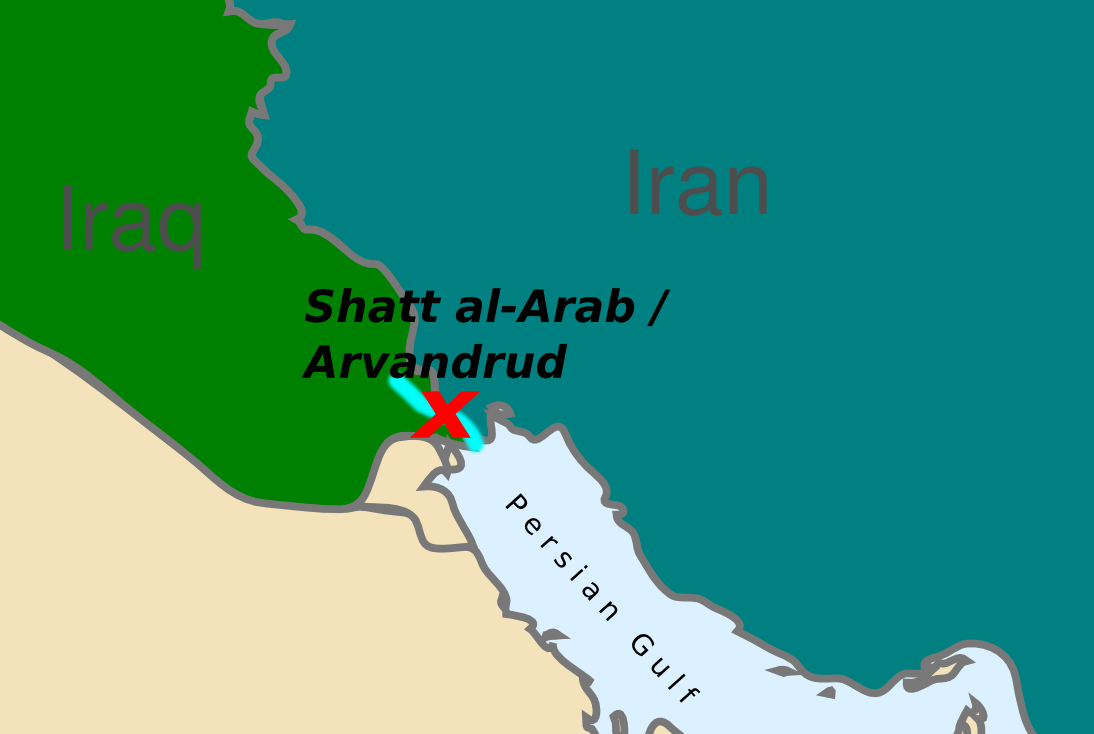
Area disputata dello Shatt al-Arab

La guerra ottomano-persiana (1821-1823) si concluse con la firma del primo trattato di Erzurum, che riaffermò nuovamente il confine di Zuhab del 1639.
Una commissione di confine che coinvolse funzionari iraniani, ottomani, russi e britannici assistette alla delimitazione del confine, riconfermando il confine del 1639 con alcune piccole modifiche.  Il nuovo trattato sollevò per primo la questione del corso d'acqua Shatt al-Arab; il confine venne fissato sulla sponda orientale del fiume in modo che l'intero corso d'acqua rimanesse sotto il controllo ottomano, pur consentendo che "le navi persiane abbiano il diritto di navigare liberamente senza permessi o ostacoli". La commissione per la delimitazione del confine riprese il suo incarico negli anni successivi, e dopo molto lavoro sulla disputa cartografica venne prodotta una mappa dettagliata nel 1869.
Nonostante ciò proseguirono le controversie sul preciso allineamento dei confini. Gli ottomani e l'Iran accettarono di lavorare su una demarcazione più precisa nel 1911 su sollecitazione della Russia e della Gran Bretagna, entrambe le quali avevano aspirazioni coloniali nella regione.
Dal novembre 1913 all'ottobre 1914 una commissione di confine stabilì il protocollo di Costantinopoli, fornendo una delimitazione dettagliata dell'intero confine, e confermò anche il controllo ottomano dello Shatt al-Arab. In generale, la linea doveva seguire la sponda orientale del corso d'acqua tranne nella regione che circonda la città iraniana di Khorramshahr, dove doveva seguire il talweg. La commissione esaminò il confine sul terreno delimitandolo con dei pilastri e producendo una serie dettagliata di mappe raffiguranti la frontiera confermata.

### L'Iraq coloniale e indipendente (1920-oggi)
Durante la prima guerra mondiale una rivolta araba, sostenuta dalla Gran Bretagna, riuscì a rimuovere gli ottomani dalla gran parte del Medio Oriente. Come risultato dell'accordo segreto anglo-francese Sykes-Picot del 1916 la Gran Bretagna ottenne il controllo dei vilayet ottomani di Mosul, Baghdad e Bassora, che furono riorganizzati nel mandato dell'Iraq nel 1920. L'ex confine ottomano-iraniano fu mantenuto, creando i confini tra l'Iran e l'Iraq, e anche tra l'Iran e la nuova Repubblica di Turchia istituiti nel 1923. L'Iraq in seguito ottenne l'indipendenza nel 1932. 

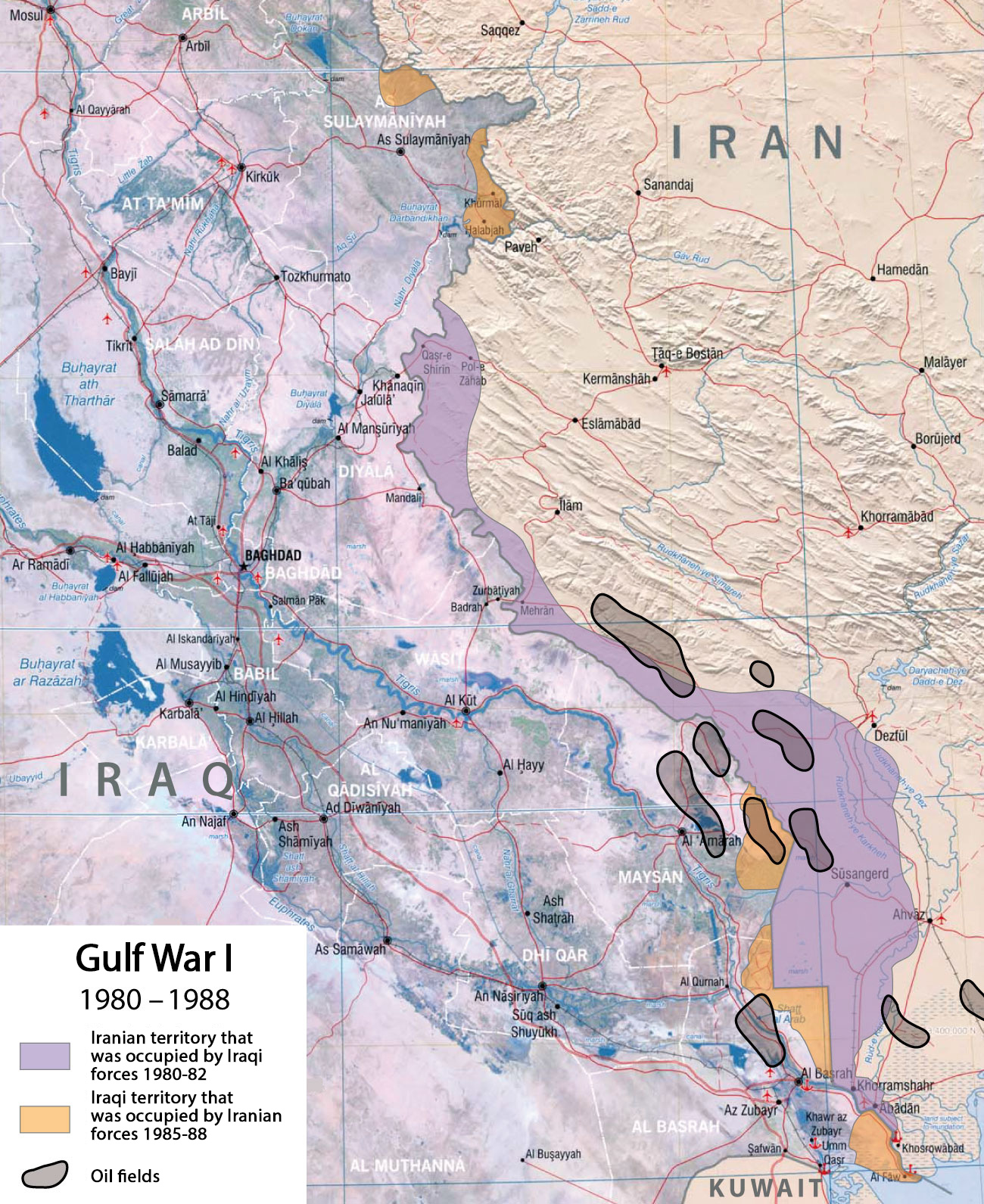
Mappa che mostra le principali aree di combattimento durante la guerra Iran-Iraq (1980-88)

Il confine fu contestato dall'Iran nel 1934 e sollevato alla Società delle Nazioni, mettendo in discussione sia la validità del trattato di Erzurum che del protocollo di Costantinopoli. La controversia fu risolta nel 1937, seguendo le linee generali del vecchio confine, ad eccezione dell'area immediatamente intorno alla città iraniana di Abadan, dove il confine fu spostato dalla riva orientale al talweg, come era stato fatto due decenni prima intorno a Khorramshahr.
La questione relativa alla libera navigazione nello Shatt al-Arab rimase irrisolta e la disputa si è ripetuta nei decenni successivi, con l'Iraq che ha adottato una politica estera sempre più assertiva negli anni '70 dopo l'ascesa di Saddam Hussein. Nel 1969 l'Iran abrogò il trattato del 1937, provocando gli scontri dello Shatt al-Arab del 1974-75. Per rappresaglia l'Iraq sostenne i separatisti arabi nella provincia iraniana del Khuzestan, una regione ricca di petrolio, mentre l'Iran sostenne i ribelli curdi in Iraq. Un accordo di pace fu firmato il 6 marzo 1975 ad Algeri in cui entrambe le parti si impegnarono a delimitare ulteriormente il confine, sia sulla terraferma che nello Shatt al-Arab, sulla base del trattato di Ezurum e del protocollo di Costantinopoli. Un ulteriore trattato fu firmato quell'anno a Baghdad, confermando le disposizioni di Algeri, insieme alle mappe segnanti il confine.
Le relazioni si inasprirono ancora una volta nel 1979, quando Saddam Hussein si insediò formalmente e lo scià dell'Iran fu rovesciato dalla Rivoluzione islamica e sostituito da una teocrazia sciita sotto l'ayatollah Ruhollah Khomeini. La guerra scoppiò nel 1980 quando l'Iraq invase l'Iran, portando alla guerra Iran-Iraq che durò otto anni. La guerra fu quasi interamente combattuta in prossimità del confine internazionale, anche se il conflitto portò a una situazione di stallo. Dopo la fine dei combattimenti non vennero apportate modifiche al confine. Le relazioni sono state ripristinate nel 1990 e sono migliorate sostanzialmente dal rovesciamento di Saddam Hussein da parte degli USA nel 2003.

## Insediamenti vicino al confine

### Iran
- Piranshahr
- Sardasht
- Maraghan
- Alut
- Baneh
- Qohabad
- Nanur
- Qamishaleh
- Sadabad
- Marivan
- Hani Garmaleh
- Nowdesheh
- Marrehkhel
- Kheyli Mara
- Surmar
- Baveysi-ye Mashian
- Baveysi-ye Seyyed Mohammad
- Tappeh Maran
- Qasr-e Shirin
- Naft shahr
- Pasgah-e Meyan Tang
- Sar Ney
- Salehabad
- Mehran
- Dobrij
- Kanjan Cham
- Khorramshahr
- Abadan
- Shalamcheh

### Iraq
- Qaladiza
- Tutkan
- Kani Spika
- Said Sadiq
- Halabja
- Sazan
- Girdanawe
- Hajilar
- Qoratu
- Khanaqin
- Makatu
- Mandali
- Ney Khezer
- Zurbatiyah
- Badra
- Al Qurnah
- Basra
- Al-Faw

## Valichi di frontiera

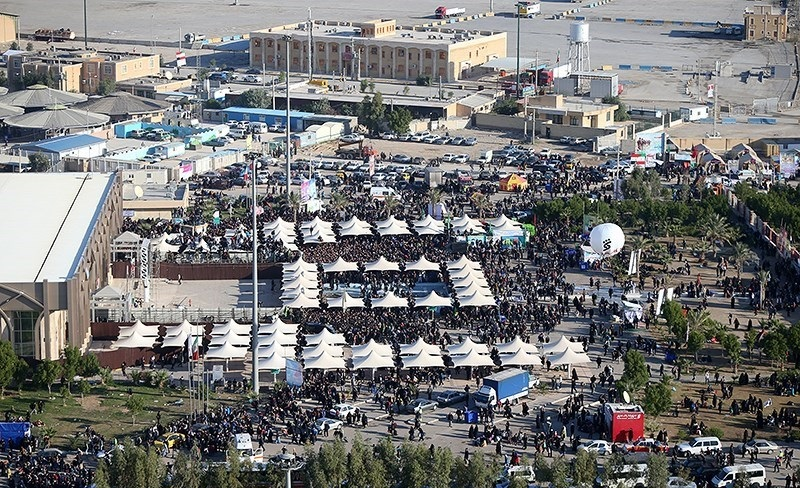
Un valico di frontiera tra l'Iran e l'Iraq nel 2015

Ci sono quattro frontiere tra l'Iran e il Kurdistan iracheno: Haji Omeran (nel governatorato di Erbil), Parviz Khan, Bashmaq, e (dal 2016) a Sayran Ban, situata nella città di Penjwen, nel governatorato di Sulaymaniyah.